# Notholaena montielae
Notholaena montielae là một loài dương xỉ trong họ Pteridaceae. Loài này được Yatsk. & Arbel mô tả khoa học đầu tiên năm 2008.
Danh pháp khoa học của loài này chưa được làm sáng tỏ. 